# Рада Національностей Верховної Ради СРСР
| Голови Ради Національностей Верховної Ради СРСР | Голови Ради Національностей Верховної Ради СРСР |
| Голова                                          | Роки                                            |
| ----------------------------------------------- | ----------------------------------------------- |
| Шверник Микола Михайлович                       | 1938–1946                                       |
| Кузнецов Василь Васильович                      | 1946–1950                                       |
| Шаяхметов Жумабай                               | 1950–1954                                       |
| Лацис Віліс Тенісович                           | 1954–1958                                       |
| Пейве Яніс Вольдемарович                        | 1958–1966                                       |
| Палецкіс Юстас Ігнович                          | 1966–1970                                       |
| Насриддінова Ядгар Садиківна                    | 1970–1974                                       |
| Рубен Віталій Петрович                          | 1974–1984                                       |
| Восс Авґустс Едуардович                         | 1984–1989                                       |
| Нішанов Рафік Нішанович                         | 1989–1991                                       |

Рада Національностей Верховної Ради СРСР (рос. Совет Национальностей Верховного Совета СССР) — друга за згадуванням у радянських конституціях 1924-го, 1936-го та 1977-го років палата радянського парламенту в 1924–1991 роках; репрезентувала федеральні й автономні складові частини Радянського Союзу.

## Коротка інформація
Після довгої політичної боротьби, утворена в 1924 році як одна з двох палат Центрального виконавчого комітету СРСР (друга — Рада Союзу), з 1936-го року — палата Верховної Ради СРСР. У Раді Національностей представлені союзні республіки — кожна 32 депутатами (до 1966 — 25), автономні республіки — 11, автономні області — 5, автономні округи — 1, які обираються на 4 роки. Рада національностей збиралась двічі на рік на короткі сесії одночасно з Радою Союзу Верховної Ради СРСР, з якою також відбувались спільні засідання. Раду Національностей очолював голова, який мав 4 заступників; існувало кільканадцять постійних комісій. Рада Національностей теоретично рівноправна палата з Радою Союзу і для схвалення законопроєкту потрібна її згода. На випадок розходжень між палатами (що виключене, бо всі рішення наперед ухвалені в ЦК КПРС) для узгодження мала б утворюватися паритетна міжпалатна комісія.
Під час виборів до 2 - 11-х каденціій існував такий собі "військовий виборчий округ" (рос. военный избирательный округ), існування якого не було передбачене Конституцією. Цей округ теж передбачав 7 депутатів до кожної з двох палат Верховної Ради.
5 вересня 1991 Рада Національностей була ліквідована, на зміну їй була утворена Рада Республік Верховної Ради СРСР.
Після анексії Країною Рад східної частини Польщі (насьогодні захід України) під час Другої Світової Війни, Львівська комуністична газета "Вільна Україна" у спрощенному варіанті описувала Раду Національностей наступним чином. Рада Національностей була однією з двох рівноправних палат Верховної Ради СРСР, поряд з Радою Союзу. Любий закон СРСР вважався затвердженим тільки в тому разі, якщо він був прийнятий обома палатами. До складу Ради Національностей входила рівна кількість депутатів від кожної союзної республіки, незалежно від кількості населення в даній республіці. У порівнняні, Російська Федеративна Республіка з населенням у 109 міліонів на 1940 рік мала в Раді Національностей стільки ж голосів, скільки й Туркменська Республіка з населенням в 1 міліон 250 тисяч. За вимогою навіть однієї союзної республіки Верховна Рада СРСР зобов'язана була скликати позачергову сесію.

## Представництво (на момент виборів)
| № | Скликання | Каденція                                                         | Загальна | НТО | Республіки | АССР | АО | Округи                                           |
| - | --------- | ---------------------------------------------------------------- | -------- | --- | ---------- | ---- | -- | ------------------------------------------------ |
| 1 | 1-й       | 1938—1946                                                        | 683      | 46  | 11         | 20   | 8  | 7 національних                                   |
| 2 | 2—4-й     | 1946—1950; 1950—1954; 1954—1958                                  | 743      | 51  | 16         | 16   | 9  | 10 національних                                  |
| 3 | 5-й       | 1958—1962                                                        | 738      | 53  | 15         | 18   | 10 | 10 національних                                  |
| 4 | 6—11-й    | 1962—1966; 1966—1970; 1970—1974; 1974—1979; 1979—1984; 1984—1989 | 750      | 53  | 15         | 20   | 8  | 10 національних (з 1977—1978 років — автономних) |
| 5 | 12-й      | 1989—1991                                                        | 271      | 53  | 15         | 20   | 8  | 10 автономних                                    |

## Україна у РН ВР СРСР
На перших виборах до Верховної Ради СРСР, що відбулися 12 грудня 1937 року, Українську РСР у Раді Національностей представляло 25 депутатів і ще 11 від Молдавської АРСР. Після анексії Країною Рад східної частини Польщі і Румунії під час Другої Світової Війни, депутати від Молдавської АРСР були "переоформлені" як депутати від Молдавської РСР. Але за рахунок територій доєднаних зі заходу Українська РСР отримала 6 депутатів поверх норми (подібне збільшення квоти отримала і сусідня Білоруська РСР).
У наступні каденції представництво України було повернуто до норми з іншими союзними республіками.